# 統一7-ELEVEn獅
統一7-ELEVEn獅（前名統一獅）是一支台灣職業棒球隊，隸屬於中華職棒，為聯盟創始成員之一，也是至今唯一無易主過並持續參賽的球隊。主場為臺南市立棒球場。統一獅於聯盟元年開幕戰中擊敗兄弟象，成為中華職棒首支獲勝球隊。加入中職至今，累計取得10次總冠軍及18次季冠軍，其中總冠軍次數與中信兄弟並列最多。
統一獅的前身為1989年創立的統一棒球隊。1990年中華職棒成立，統一棒球隊抽籤決定以獅為吉祥物，遂改名為統一獅，成為4支創始球隊之一。2008年，母企業統一企業有鑑於統一超商7-Eleven為台灣最知名之統一集團關係企業，指示統一獅將客場球衣主題字改為7-Eleven商標字體；但中華職棒規定球衣主題字只能使用隊名，於是球團於2月21日註冊隊名更改為統一7-ELEVEn獅，成為中華職棒首支有企業品牌名稱加入隊名的球隊。
由於球隊母企業統一企業總公司設於臺南市永康區，故統一7-ELEVEn獅以台南市為根據地。統一獅於1999年認養臺南市立棒球場，取得經營權，為中職首支認養球場的球隊。1997年台灣大聯盟成立以前為全台灣唯一的南部職棒球隊，有「南霸天」之稱。現今仍為中華職棒最多勝場、最高勝率、參與季後賽次數最多、全壘打最多，和拿下最多台灣大賽冠軍的球隊。

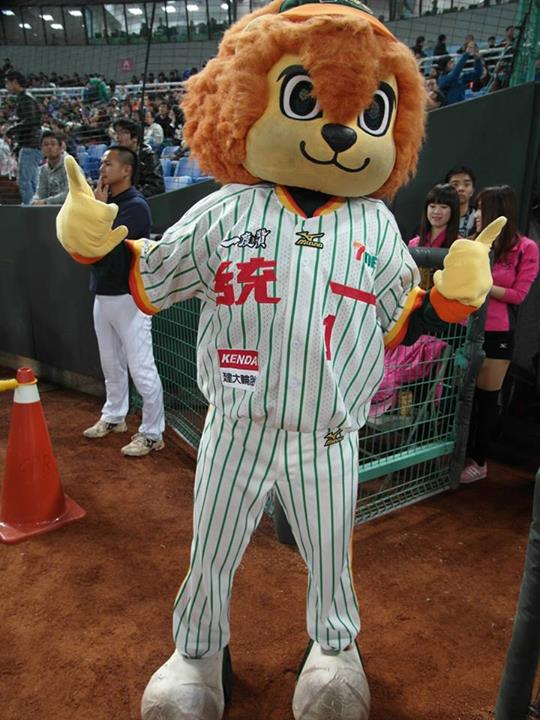
統一7-ELEVEn獅的吉祥物 - 萊恩

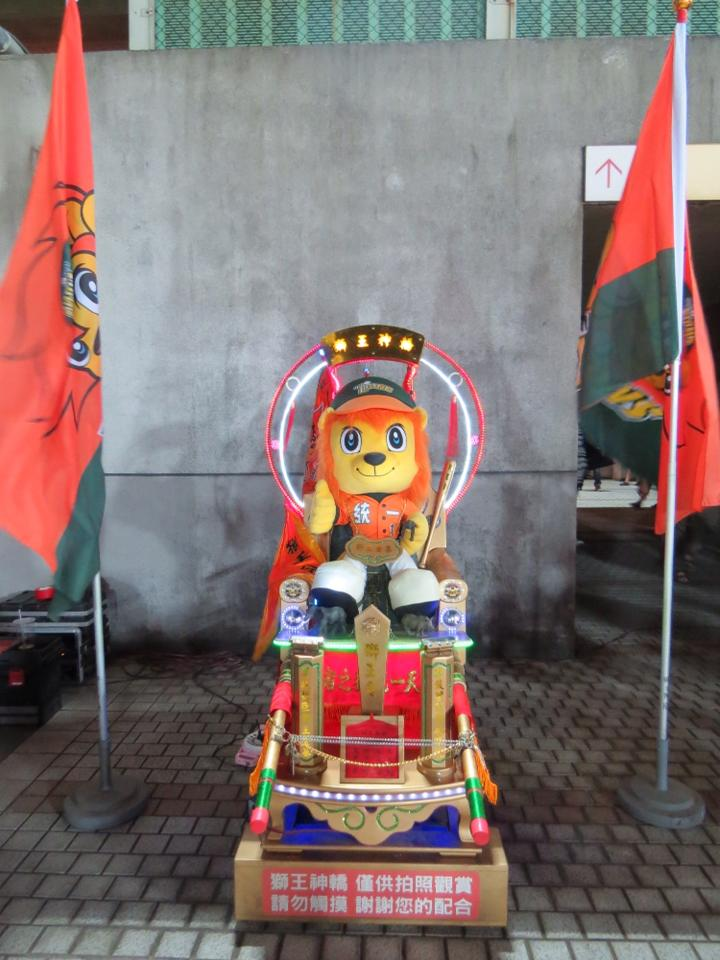
獅王神轎是統一獅隊的傳統應援文物，極具獨有特色和精神象徵

## 歷史

### 1990年：獅軍建立
1990年，獅隊在開幕戰中以4:3打敗兄弟象，勝投為現任台鋼雄鷹隊的球探杜福明。但之後卻吞下8連敗，該年年度戰績只排在第3。

### 1991年：首座冠軍
1991年，勇奪下半季冠軍（隊史首座季冠軍），並和上半季冠軍味全龍打滿7場，最終拿下隊史首次台灣大賽冠軍。

### 1992年－1997年：猛獅出柵
1992年，兄弟象包辦上下半季冠軍，統一獅僅取得年度第3名。
1993年，在加入俊國熊與時報鷹後，統一獅上半季獲得第3名，下半季在僅打了38場(當時半季為45場)的情況下即攻頂，成為當時最快封王的紀錄(但隔年即被兄弟象以37場改寫)，最後在總冠軍賽以2:4不敵兄弟象。
1994年，兄弟象在強大戰力下包辦上下半季冠軍，依照當時賽制直接成為年度總冠軍。不過因應沒有總冠軍賽而誕生的挑戰盃比賽中，統一獅擊敗當年總冠軍兄弟象，奪得聯盟首次舉辦的挑戰盃冠軍。
1995年囊括上、下半季冠軍成為年度台灣大賽冠軍，並前往日本參加史上唯一一次的亞洲太平洋超級棒球賽，先以1:0擊敗日本福岡大榮鷹，再在決賽以3:1擊潰韓國韓火鷹奪得冠軍，成為台灣職棒史目前唯一由單一球隊參加國際賽奪得冠軍的紀錄。
1996年，獅隊擊退味全龍，達成隊史二連霸。
1997年，獅隊年度戰績第一，卻因當時未奪得上下半季任一冠軍而無法打進季後賽，因此在隔年之季後賽制度增加為未奪半季冠軍，而年度戰績第一之球隊可打挑戰賽。

### 1998年－1999年：悲情老二
1998年，獅隊年度戰績排名第2，在決定另一張台灣大賽門票的挑戰賽中，遭到年度第3的龍隊擊敗，無緣晉級。
1999年，獅隊認養台南市立棒球場，成為統一獅職棒隊主場。同年，獅隊仍是年度排名第2，再度不敵年度第3的龍隊，無緣爭冠。

### 2000年：重返冠軍
2000年，獅隊以4:3擊敗興農牛，奪得隊史第4座台灣大賽冠軍。

### 2001年：一場之遙
2001年，追求連霸的獅隊再度打入台灣大賽，但在3勝1敗的聽牌優勢下，遭兄弟象以3連勝逆轉，兄弟奪得職棒12年台灣大賽冠軍，獲選敗隊優秀球員的王傳家痛哭流涕地領獎。

### 2002年－2005年：落魄低潮

#### 2002年
獅隊本季墊底，為隊史首度。但也因此在季末選秀會上以狀元籤選進投手潘威倫，其更成為獅子軍往後的王牌投手。

#### 2003年
兩聯盟合併，統一獅雖然在主場開幕戰以1:2不敵新軍第一金剛，但隨即站穩腳步戰績維持前段班。然而在對興農牛的4連戰遭到橫掃之後戰績開始一瀉千里，上半季僅獲得第4名。
下半季戰績則始終維持前段班，在終止對戰興農牛11連敗之後打出氣勢，但在9月與兄弟象的關鍵4連戰中僅取得1和3敗，最後由兄弟獲得下半季冠軍。

#### 2004年
統一獅上半季在對戰兄弟象的5連戰中取得3勝2敗打出氣勢，取得上半季冠軍。
下半季奧運停賽前後均維持不錯的戰績，可惜在與兄弟象的4連戰慘遭橫掃，無緣包辦上下半季冠軍。
統一獅在總冠軍賽以3:4不敵興農牛。當年台灣大賽客隊全勝，為聯盟史上唯一。

#### 2005年
2005年10月18日奪得隊史第800勝，也是聯盟第1支達到800勝的球隊（5比1勝兄弟象，勝投為潘威倫）。
同年，統一獅以扣除上半季冠軍誠泰COBRAS、下半季冠軍興農牛之外戰績最好的球隊身分取得外卡，但以1:3敗給靠林英傑一手遮天的上半季冠軍誠泰COBRAS，無緣台灣大賽。

### 2006年：威猛連勝
2006年5月19日至6月23日，潘威倫、洋將比爾等人帶領獅隊締造中華職棒最高的17連勝紀錄，比聯盟舊紀錄11連勝高出6場，且已超越韓國職棒紀錄。可惜同時La new熊戰績也一飛沖天，又在最後2場不敵誠泰Cobras與中信鯨，無緣上半季冠軍。
下半季戰績則不見起色，其中9月1日於最多以9:1領先時遭兄弟象逆轉以9:10輸球，讓兄弟中止當時最長的13連敗，這天也是兄弟22年隊慶。但由於上半季打下的基礎，仍以全年戰績第2名打進季後賽。
例行賽結束後，La New熊囊括上下半季冠軍，統一獅以全年戰績第2名進軍季後賽，在季後賽擊敗全年戰績第3名興農牛晉級台灣大賽，但在台灣大賽遭La New熊直落4橫掃。

### 2007年－2009年：飛總上任，猛獅王朝

#### 2007年：年度第一，外卡奪冠
統一獅開季戰績不佳，17場比賽僅獲4勝；大橋穰、井上修、酒井光次郎三名日本教練被撤換，羅國璋代理總教練後獲得改善，上半季以第二名坐收。
下半季由呂文生接任總教練，成為聯盟第一支900勝球隊，但在與La new熊爭奪下半季冠軍的關鍵3連戰中僅取得1勝2敗，以0.5場之差無緣季冠軍。儘管如此，取得外卡資格的統一獅仍以0.5場之差壓過La New熊成為全年戰績第一。
季後挑戰賽，統一獅以直落3橫掃上半季冠軍誠泰COBRAS；台灣大賽再以4:3粉碎La New熊的衛冕大業，奪得總冠軍，也是在2005年季後賽制改革以來首次以外卡資格奪冠的球隊。該年度有22個獎項由統一獅獲得，成果豐碩。
可惜於亞洲職棒大賽中僅獲得1勝2敗(尤其是第3戰，獅隊以1:13，遭到韓國職棒總冠軍SK飛龍7局提前扣倒)，排名第三，無緣爭冠。

#### 2008年：宰象衛冕，屠龍復仇
2008年的統一獅更名為統一7-ELEVEN獅，延續了上一年的好表現，戰績一路領先。統一獅不僅順利奪得上半季冠軍，下半季即便讓La New熊以半場之差登頂也憑藉穩健勝率拿下年度第一與台灣大賽主場優勢。
在台灣大賽中，統一獅面對到以外卡身分橫掃La new熊的兄弟象，歷經七場血戰後以4：3成功衛冕，並終結兄弟象的台灣大賽不敗神話。這是統一獅隊史第6次台灣大賽冠軍，與兄弟象並列中職史上最多奪冠次數，並取得前往亞洲職棒大賽的門票。
亞洲職棒大賽預賽第1戰面對天津雄獅，一路落後到9局下最後一個出局數，才靠郭俊佑的代打安打追平比數及潘武雄的再見3分打點全壘打險勝；第2戰在激烈的投手戰中以1:2不敵埼玉西武獅；第3戰，獅隊再次碰上SK飛龍，但這回輪到獅隊復仇，以4支全壘打、比數10比4痛擊對手，震撼韓國棒壇。雖於冠軍戰打到9局下以0:1X敗給西武獅，但仍以亞軍之成績，與2006年La New熊並列為台灣職棒球團於亞洲職棒大賽的最佳成績。

#### 2009年：千勝達標，建立王朝
2009年6月6日在台南主場以5:3擊敗做客的熊隊，成為中華職棒歷史上第一支達成一千勝的球隊。
2009年台灣大賽幾乎是前一年的翻版，統一獅再次奪得上半季冠軍與年度第一，與下半季冠軍兄弟象鏖戰七場，第6戰更是打到破紀錄的17局，最後完成隊史第一次三連霸，為聯盟第三支締造三連霸的球隊，更創下連續六年參與季後賽的新紀錄，而且讓兄弟象成為第一支連續二年在總冠軍賽鎩羽而歸的球隊(過去連續二年打進總冠軍賽的球隊均至少獲得一座總冠軍)。

### 2010年：躲過假球案，閃不過三連霸魔咒
獅隊在假球案接連爆發下，雖然所受到的衝擊最小，不過3連霸期間所付出的代價，讓他們本季在聯盟墊底，其中上半季末吞下破隊史紀錄的10連敗，最後20場僅取得2勝18敗成為關鍵；但也因此在季末選秀會上以狀元籤選進旅美好手陳鏞基。

### 2011年：八冠到手
上半季冠軍，與兄弟象隊並列為隊史11座季冠軍隊伍。下半季以排名第二名作收，與下半季冠軍Lamigo桃猿進行台灣大賽，最終以4:1贏得中華職棒22年台灣大賽冠軍，這是獅隊隊史第8冠，並在11月25日代表台灣參加亞洲職棒大賽。
可惜於亞洲職棒大賽中僅獲得一勝，排名第三，再度無緣爭冠。

### 2012年：王牌下台
開季前，原任總教練呂文生依背信罪被板橋地檢署下令交保，旋即辭去總教練一職，由中島輝士接任。
中島輝士接手後，先率領獅隊以41勝19敗，0.683勝率獲得上半季冠軍，再創下全年71勝與0.597勝率。這4項數據直到2017年才由Lamigo桃猿刷新。
獅隊連2季與下半季冠軍Lamigo桃猿進行台灣大賽，但這次最終以1:4無緣衛冕，且比賽過程幾乎與前一年類似，只是勝敗對調。

### 2013年：力挽狂瀾
獅隊因戰績壓力，上半季敗多勝少，使得總教練中島輝士於8月4日賽前由球團表示將至二軍擔任教練，由打擊教練陳連宏代理總教練職務。最後也帶領球隊拿到下半季冠軍與全年勝率第一，連續三年進軍台灣大賽，並以直落4橫掃上半季冠軍義大犀牛，奪下隊史上第9座台灣大賽冠軍，也是7年間的第5座總冠軍。
獅隊領隊蘇泰安決定將陳連宏真除為正式總教練，即為統一7-ELEVEn獅隊隊史第13任總教練、第9任正式總教練。
在11月15日與亞軍犀牛代表台灣參加亞洲職棒大賽。但犀牛於亞洲職棒大賽的B組賽事中接連不敵日本職棒總冠軍東北樂天金鷲和澳洲職棒冠軍坎培拉騎兵，率先遭到淘汰，無緣晉級四強；而統一獅在預賽第一戰以10比0提前在7局扣倒義大利的波隆那，第2戰統一獅4比5不敵三星獅，以分組第2之姿晉級準決賽。準決賽統一獅對上東北樂天金鷲，終場以4:1獲得勝利，這也是繼2008年後再度闖進冠軍戰。
但相當可惜的是，統一獅在冠軍戰第七局慘遭坎培拉騎兵逆轉，第七局與第八局總共狂丟11分，最後以4:14慘敗，僅以亞軍做收，是最讓球迷感到失望的亞軍。
下半季結束前，網羅前旅美大聯盟級投手郭泓志回鄉獻技。為使郭泓志不用透過選秀順利加盟，統一獅動用旅外優秀球員條款，放棄了2014年選秀前三輪的選秀權。

### 2014年：緩落下坡
獅隊本季年度戰績排名聯盟第2，沒有拿到季冠軍，下半季甚至墊底，無緣衛冕。

### 2015年：低迷一年
從這年開始，統一獅將1號保留給球迷，日後不再有球員穿1號，原本穿1號的黃恩賜改穿11號。
獅隊本季由於主力球員傷兵過多、陣容老化，加上選秀偏重於選投手，而上下半季和年度戰績皆是四隊之末，也創下隊史最少勝場數的紀錄。
本年季中選秀榜眼選擇業餘強投但傷病史豐富的林子崴而放掉強打者蔣智賢、王柏融的選擇，時至今日仍被許多球迷認為是放槍，林子崴至今始終未能健康出賽一個完整球季。
選秀於第二輪選進投手宋家豪，但後來其選擇旅日，球隊在第二輪選到「空氣」，領隊蘇泰安甚至失言批評宋家豪「浪費社會資源」。

### 2016年：勇創紀錄
季前原投手教練郭泰源升為總教練，原總教練陳連宏改任首席教練，並邀請杜福明於相隔21年後，再度擔任投手教練一職。
4月5日和Lamigo桃猿的比賽終場以6比2獲勝，拿下隊史第1400勝。
由於前一年年度戰績墊底，因此在這年選秀握有狀元籤，最後選擇文化大學強打者蘇智傑為選秀狀元，並在第2輪選進打擊頗受好評的陳傑憲，兩人已成為球隊的中流砥柱。
這一年，統一獅以半場勝差之差，將年度爐主讓給桃猿，逃過墊底危機(但同時讓出隔年選秀狀元籤)，並締造年度120場例行賽都有得分紀錄，也打破原本129場連續得分的紀錄，以130場連續得分持續下去。

### 2017年：捨去傳統
統一獅賽季前公布新的教練團名單：黃甘霖（原二軍總教練）升任一軍代總教練，首席教練為許聖杰，而郭俊佑將轉任一軍外野守備教練及跑壘指導員，原外野守備教練楊松弦及跑壘指導教練王子菘不再續約；二軍總教練職缺由許峰賓擔任，二軍打擊教練將由劉育辰轉任，而二軍體能教練由凃壯勳擔任。而郭俊佑、劉育辰、凃壯勳也在2017年正式卸下職業球員身份，轉任教練團成員一職。
除了全新的教練團，獅隊也在1月8日推出了全新的隊徽：橘黑色的猛獅頭像貫穿U字型，象徵獅隊將以積極與決心的態度，不斷突破自我與各種挑戰，為了拋棄傳統，從本年棄用已經沿用近三十年的綠色。
雖然開季展現出不錯的氣勢，不過5月之後戰績直直落，最後上半季戰績僅優於富邦悍將。下半季則維持競爭力，可惜在最後一場決定下半季冠軍的例行賽7:9不敵Lamigo桃猿，無緣季冠軍，錯失直接打台灣大賽的機會。
因Lamigo桃猿隊包辦上、下半季冠軍及全年勝率第1，由年度第2名的統一獅與第3名的中信兄弟隊打首輪季後挑戰賽，統一獅在中信兄弟深陷5虎將風波，各方看好的情況下，卻以1勝3負不敵中信兄弟，無緣台灣大賽，可惜以年度第二名結束中華職棒28年賽季。

### 2018年：重返大賽
統一獅在本季喊出「NUMBER ONE」的口號，打出以速度壓迫對手的風格，盜壘次數聯盟第一，成功率也排名第二。另外在劉育辰的調教下，猛獅打線也展露出獠牙。
雖然上半季對衛冕軍Lamigo桃猿有些施展不開，幸虧對戰富邦悍將取得絕對優勢，獅子軍得以緊追在後，以3場勝差為第2名。
到了下半季，統一獅開始將對桃猿的劣勢扭轉回來，不過富邦此刻也在向統一獅討債，讓戰況陷入一片混亂。統一獅一度單周全敗而摔到爐主，不過在隔一周後的5場主場比賽，統一獅以4勝1敗的佳績為劉芙豪獻上引退禮。
10月5日，Lamigo主場拋下下半季冠軍彩帶，也確定統一獅連2年要打季後挑戰賽，面對年度第3的富邦悍將，享有主場優勢。
10月7日，統一獅左投洋將瑞安上演中職史上第1場完全比賽，加上郭阜林9下怒轟再見陽春炮，聯手幫助統一獅在台南大本營以1：0氣走本季2度演出無安打比賽的中信兄弟，也報了在台中被無安打比賽的一箭之仇。
季後挑戰賽 季後賽則以「火力全開 ALL in」當口號，獅隊以3：1（4：1、2：11、4：2、9：8）擊敗富邦悍將，繼2013年後睽違5年再度晉級台灣大賽，與衛冕軍Lamigo展開6戰4勝制的對決。雖然一度追成2平，但是G4和G5牛棚都遭受重挫，以2：4敗下陣來。

### 2019年：諸事不順
2019年6月27日，黃甘霖因身體不適請辭獲准，由劉育辰代理，宣告蔗總時代的結束。同年7月17日，主場迎戰Lamigo桃猿隊，以9:4收下隊史第1600場勝利。
統一獅該年諸事不順，球季中傷兵不斷，陳傑憲開季一個月即因為觸身球整季報銷，前一年打出亮眼成績的郭阜林與潘彥廷（2020年改名為潘傑楷）一整年表現低迷，甚至上半季在桃園10場出賽全敗，下半季可蹲捕可守外野的陳重羽因為偷點挨球吻而整季報銷。最終上下半季都敬陪末座，全年僅打出48勝70敗2和。

### 2020年：連轟奪冠
2020年球季，原代理總教練劉育辰無意續掌兵符回任打擊教練，由林岳平擔任代理總教練。
自2020年4月19日起，每場比賽統一獅打者皆有敲出全壘打，來到5月8日靠著陳鏞基的代打全壘打，將「連續全壘打場次」推進到14場，一舉超越中信兄弟隊在2017、2019年兩度達成的連13場開轟紀錄。5月9日、5月10日分別靠著林祐樂、林安可的陽春砲，以及5月12日、5月13日、5月15日、5月16日、5月17日分別再由蘇智傑的陽春砲、陳鏞基的滿貫砲、郭阜林的兩分砲（正巧也是其生涯50轟）、林靖凱的陽春砲（生涯首轟）、蘇智傑的陽春砲。在因雨停賽之下，於5月24日終於得以比賽，也在這一天再度靠著蘇智傑的陽春砲，接著在5月27日由林祖傑擊出三分砲後，最終記錄也停留在『連續23場比賽』開轟的「獅王障礙」，更超越韓職的21場開轟的紀錄。
6月20日，於台南球場對戰富邦悍將，單場獅隊擊出6支全壘打，也因此打破隊史單場團隊全壘打數的紀錄。
統一獅上半季在洋投陣容不完整之下，打出26勝34敗排名第三，且對戰中信兄弟為4勝16敗的絕對劣勢；下半季在4隊陷入混戰之際，只有3位洋投可用的統一獅堅持到補賽的最後關頭。
10月23日，統一獅在新莊客場對戰富邦悍將，這是一場誰贏誰就有季後賽可以打的比賽。統一獅靠著陳傑憲7上擊出關鍵的2分打點二壘安打，加上洋投猛威爾一夫當關完投完封，以2：0客場淘汰富邦悍將，也確定至少有季後賽可以打。
10月24日，統一獅在主場迎戰中信兄弟（9月12日，打到3上因雨保留比賽），靠著6局下於2人出局後連續4支一壘安打串聯搶下2分，奠定勝基，最終以3：2奪得下半季冠軍，守護神陳韻文也拿下第23次救援成功，次數追平李振昌後靠著更優的防禦率衛冕救援王。
賽後球團也宣布代總教練林岳平正式真除為總教練。
統一獅於對戰中信兄弟，台灣大賽首戰先拔得頭籌，但接連3場都被中信兄弟取勝且聽牌。然而在第五戰由布雷克成功完投完封之下，以6:0獲勝守住一線生機，接著在第6戰由猛威爾先發，最終以12:1大獲全勝，將戰線拉到第7戰。最後第7戰在泰迪的先發、布雷克後援兩局之下，終場以7:4取得第四勝，一舉拿下「中職31年總冠軍」，同時也是隊史第10座台灣大賽冠軍。

### 2021年：衛冕失利

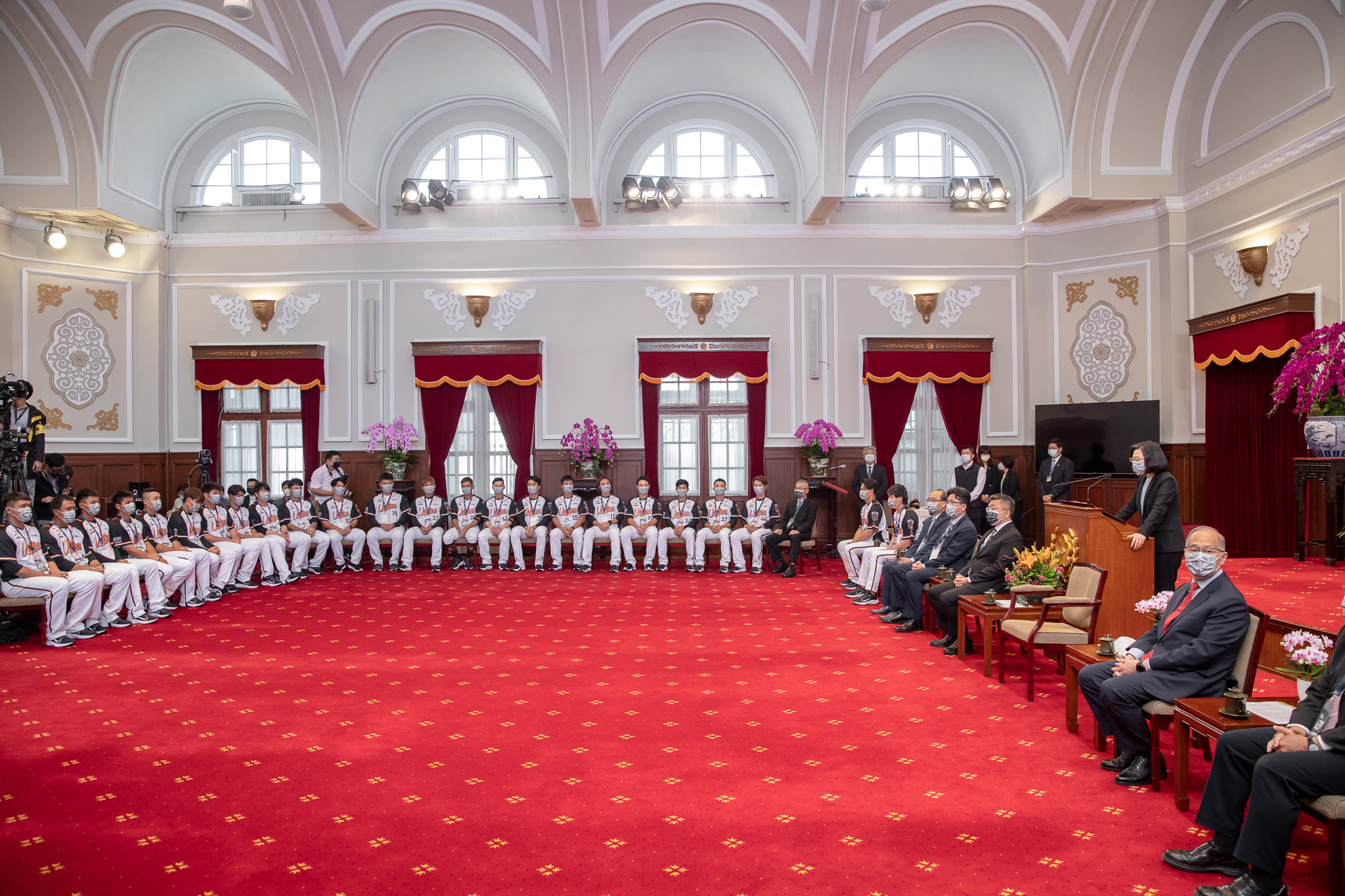
2021年2月，中華民國總統蔡英文接見統一7-ELEVEn獅

2021年5月15日，於主場台南市立棒球場迎戰來訪的富邦悍將隊，在延長賽逆轉擊敗對手取勝之後，也拿下隊史的第1700勝。
因COVID-19疫情轉趨嚴峻，迫使中職於5月16日之後停賽，當時統一7-11獅以些微領先暫居第一（但與第二的中信兄弟隊無勝差）。於7月13日復賽之後，獅隊打擊卻陷入低潮，團隊打擊率僅有0.236，只勝過味全龍的0.192，相較於停賽前的0.256有一點差距，復賽後9場比賽只有3支全壘打，最終統一7-11獅隊無緣順利奪得上半季冠軍。
2021年11月18日，於新莊棒球場作客迎戰富邦悍將，雖然以3:4一分差輸球，不過靠著中信兄弟不敵味全龍，統一7-11獅確定下半季非自力封王，晉級季後賽資格。
2021年12月1日，統一獅在台灣大賽以0勝4敗遭中信兄弟橫掃，無緣順利完成二連霸，也成為中職第一支單一球隊在台灣大賽兩度被0勝4敗橫掃的隊伍（前一次在2006年遭La New熊橫掃），若算上前身記錄在內，則為聯盟第二支（富邦悍將前身為義大犀牛及興農牛時期各一次被橫掃）。

### 2022年：傷兵困擾
2022年2月20日，公布年度口號為「大勝獅吼」。
2022年4月17日，於台中洲際棒球場的比賽中，延長賽十二局下半時，林靖凱滑回本壘，經中信兄弟提出電視輔助判決後改判為出局，總教練林岳平、一軍外野教練郭俊佑及投手羅昂因激烈抗議（如甩帽、擲頭盔等）行為而遭驅逐出場，該場比賽以5比5平手，也是2022年中職賽季的第一場和局。
2022年上半季，統一雖然傷兵累累，但依舊打出精彩成績，上半季以第三名作收；然而下半季開始，團隊打擊陷入大低潮，導致一勝難求，苦吞下半季開季七連敗，創下隊史最糟下半季開季紀錄，且連同上半季最後一場輸球在內，則是苦吞八連敗。直至8月6日主場對上中信兄弟，因對方先發投手群飽受疫情影響，僅能以後援投手車輪戰的狀況下，以13比6拿下下半季首勝。
10月4日，在花蓮縣立德興棒球場對上中信兄弟的比賽，結果為9:2吞敗，不但讓中信兄弟登上下半季龍頭也讓自己從下半季淘汰。
10月12日，在臺南市立棒球場對上樂天桃猿的比賽，結果為3:2吞敗，使味全龍第三名的魔術數字歸零，確定無季後賽可打。
10月26日，在新莊棒球場對上富邦悍將的比賽，鏖戰11局仍以1:2吞敗，最終下半季戰績為17勝42敗1和、勝率0.288，寫下隊史半季最差戰績，同時也是聯盟自2009年啟用全季120場，半季各60場賽制以來第三差的戰績（僅優於2012年下半季的興農牛及2022年上半季的富邦悍將）

### 2023年：跌跌撞撞
2023年1月16日，公布年度口號為「Lions up」。
6月29日，統一7-ELEVEn獅以7:3戰勝富邦悍將，取得中華職棒34年（2023年）上半季冠軍，奪隊史第16座季冠軍。
統一7-ELEVEn獅在取得上半季冠軍之後，下半季開始戰況卻逐漸不穩定，勝騎士在上半季結束後轉戰韓職，加上羅昂在下半季因受傷而下場休息，最後下半季僅以第四名作收，全年度第一則讓給味全龍。
10月22日，公布本次季後賽口號「Lions Win 4 Tainan」獅在必贏。
10月30日，在季後挑戰賽，統一7-ELEVEn獅慘遭樂天桃猿橫掃，以1:7不敵對手，在系列賽以3連敗止步，獅隊也成為第一支有保送勝的情形下輸掉系列賽的球隊（季後挑戰賽及台灣大賽皆是）。

### 2024年：鎩羽而歸
2024年2月14日，公布年度口號為「ALWAYS LIONS」。
6月25日，統一7-ELEVEn獅以11:4戰勝樂天桃猿，取得中華職棒35年（2024年）上半季冠軍，奪隊史第17座季冠軍。
10月7日，因中信兄弟以再見安打戰勝台鋼雄鷹，統一獅確定以全年勝率第二，連2年先與樂天桃猿連2年在季後挑戰賽中交手。
10月14日，在季後挑戰賽，統一7-ELEVEn獅以8:5戰勝樂天桃猿，以2勝1敗（外加獅隊的保送勝1場）取得晉級台灣大賽資格，也是繼2021年睽違3年再度晉級台灣大賽並再次與中信兄弟交手。
10月25日，在台灣大賽，統一7-ELEVEn獅以1:4不敵中信兄弟，以1勝4敗無緣總冠軍，該隊的總冠軍次數暫時與中信兄弟並列為中職最多。

### 2025年：
2025年2月2日，公布年度口號為「尚勇」。
6月29日，統一7-ELEVEn獅以4:1戰勝樂天桃猿，取得中華職棒36年（2025年）上半季冠軍，奪隊史第18座季冠軍。

## 歷年戰績

### 按總教練分
| 任次   | 姓名       | 球季             | 出賽 | 勝 | 敗 | 和 | 勝率  | 季後賽 | 總冠軍 |
| ------ | ---------- | ---------------- | ---- | -- | -- | -- | ----- | ------ | ------ |
| 1      | 鄭昆吉     | 1990             | 90   | 37 | 49 | 4  | .430  | 0      | 0      |
| 1      | 鄭昆吉     | 1991             | 90   | 46 | 34 | 10 | .575  | 1      | 1      |
| 1      | 鄭昆吉     | 1992             | 90   | 41 | 45 | 4  | .477  | 0      | 0      |
| 1      | 鄭昆吉     | 1993             | 90   | 54 | 34 | 2  | .614  | 1      | 0      |
| 2      | 大石彌太郎 | 1994             | 90   | 48 | 38 | 4  | .558  | 0      | 0      |
| 2      | 大石彌太郎 | 1995             | 100  | 62 | 36 | 2  | .633  | 0      | 1      |
| 2      | 大石彌太郎 | 1996             | 100  | 60 | 37 | 3  | .619  | 1      | 1      |
| 3      | 林家祥     | 1997             | 95   | 57 | 31 | 7  | .648  | 0      | 0      |
| 3      | 林家祥     | 1998             | 98   | 53 | 42 | 3  | .558  | 1      | 0      |
| (代理) | 町田行彥   | 1997上半季       | 1    | 1  | 0  | 0  | 1     | 0      | 0      |
| (代理) | 井上修     | 1998             | 7    | 4  | 3  | 0  | .571  | 0      | 0      |
| 4      | 曾智偵     | 1999             | 93   | 56 | 37 | 0  | .602  | 1      | 0      |
| 4      | 曾智偵     | 2000             | 80   | 41 | 36 | 3  | .532  | 1      | 1      |
| 4      | 曾智偵     | 2001             | 90   | 49 | 37 | 4  | .570  | 1      | 0      |
| 4      | 曾智偵     | 2002             | 90   | 32 | 54 | 4  | .372  | 0      | 0      |
| (代理) | 竹之內雅史 | 2000             | 10   | 3  | 7  | 0  | .300  | 0      | 0      |
| 5      | 謝長亨     | 2003             | 100  | 54 | 39 | 7  | .581  | 0      | 0      |
| 5      | 謝長亨     | 2004             | 100  | 54 | 40 | 6  | .574  | 1      | 0      |
| 5      | 謝長亨     | 2005上半季       | 50   | 24 | 26 | 0  | .480  | 0      | 0      |
| 6      | 大橋穰     | 2005下半季       | 50   | 24 | 23 | 3  | .511  | 1      | 0      |
| 6      | 大橋穰     | 2006             | 100  | 48 | 45 | 7  | .516  | 1      | 0      |
| 6      | 大橋穰     | 2007/3/17 - 4/18 | 17   | 4  | 13 | 0  | .235  | 0      | 0      |
| (代理) | 羅國璋     | 2007/4/19 - 6/28 | 33   | 23 | 10 | 0  | .696  | 0      | 0      |
| 7      | 呂文生     | 2007下半季       | 50   | 31 | 18 | 1  | .633  | 1      | 1      |
| 7      | 呂文生     | 2008             | 100  | 67 | 33 | 0  | .670  | 1      | 1      |
| 7      | 呂文生     | 2009             | 120  | 63 | 54 | 3  | .538  | 1      | 1      |
| 7      | 呂文生     | 2010             | 120  | 54 | 63 | 3  | .462  | 0      | 0      |
| 7      | 呂文生     | 2011             | 120  | 65 | 52 | 3  | .556  | 1      | 1      |
| 8      | 中島輝士   | 2012             | 120  | 71 | 48 | 1  | .597  | 1      | 0      |
| 8      | 中島輝士   | 2013/3/28 - 8/3  | 73   | 33 | 39 | 1  | .458  | 0      | 0      |
| (代理) | 羅國璋     | 2013/3/23 - 3/25 | 3    | 2  | 1  | 0  | .667  | 0      | 0      |
| 9      | 陳連宏     | 2013/8/4         | 44   | 27 | 15 | 2  | .643  | 1      | 1      |
| 9      | 陳連宏     | 2014             | 120  | 58 | 55 | 7  | .513  | 0      | 0      |
| 9      | 陳連宏     | 2015             | 120  | 49 | 68 | 2  | .410  | 0      | 0      |
| 10     | 郭泰源     | 2016             | 120  | 55 | 65 | 0  | .458  | 0      | 0      |
| 11     | 黃甘霖     | 2017             | 119  | 56 | 61 | 2  | .479  | 1      | 0      |
| 11     | 黃甘霖     | 2018             | 120  | 64 | 55 | 1  | .538  | 1      | 0      |
| 11     | 黃甘霖     | 2019上半季       | 60   | 25 | 34 | 1  | .424  | 0      | 0      |
| (代理) | 許聖杰     | 2017/5/11        | 1    | 1  | 0  | 0  | 1.000 | 0      | 0      |
| (代理) | 劉育辰     | 2019下半季       | 60   | 23 | 36 | 1  | .390  | 0      | 0      |
| 12     | 林岳平     | 2020             | 120  | 58 | 61 | 1  | .487  | 1      | 1      |
| 12     | 林岳平     | 2021             | 120  | 64 | 51 | 5  | .557  | 1      | 0      |
| 12     | 林岳平     | 2022             | 114  | 44 | 67 | 3  | .396  | 0      | 0      |
| 12     | 林岳平     | 2023             | 120  | 62 | 55 | 3  | .530  | 1      | 0      |
| 12     | 林岳平     | 2024             | 120  | 66 | 53 | 1  | .555  | 1      | 0      |
| (代理) | 高志綱     | 2022/05/17-5/24  | 6    | 4  | 2  | 0  | .667  | 0      | 0      |

## 退休背號
- 1 所有球迷（2015年）[34]
- 56 劉芙豪（2018年引退後背號保留，2022年背號正式退休）[35]

### 已失效退休背號
- 22 曾智偵（2006年背號退休，2008年重新啟用）[36]

## 隊史紀錄
- 連續場次全壘打：23場（2020年）
- 連續局數得分：8局（1996年）
- 連續場次得分：131場（2015.10.02　－　2017.03.26）
- 單局最多打席數：17打席（2003.03.30）
- 單場最多打席數：57打席（1993.08.10）
- 單局最多安打數：11安打（1999.07.02）
- 聯盟主場單場最多安打數：26安打（2016.09.25）（2020.06.27）
- 單局最多全壘打數：4全壘打（1997.05.14）
- 單場最多全壘打數：6全壘打（2020.06.20）
- 單局最多得分數：13分（2003.03.30）
- 單場最多得分數：22分（2016.07.21）、（2016.10.13）、（2023.4.21）
- 單局最多壘打數：22壘打數（1997.05.14）
- 單場最多壘打數：39壘打數（1994.10.09）
- 連續局數未失分：34局（2006.08.15　－　2006.08.22）
- 連續場次守備無失誤：5場（1994.08.27　－　1994.09.04）、（1997.08.23　－　1997.09.03）、（1998.08.07　－　1998.08.15）、（1999.07.23　－　1999.08.03）
- 單場最多長打：9支
- 連續場次得分雙位數：5場 （2018.08.11　－　2018.08.15）
- 無安打無失誤無失分 完全比賽：1場 （2018.10.07 投手:瑞安）
- 隊史第20000三振:（2022.04.04 投手：江辰晏、打者：拿莫·伊漾）

## 啦啦隊
- 前身為Divas迪娃獅，2009年改名「Uni Girls」，是中華職棒最早成軍的啦啦隊。

## 相片集

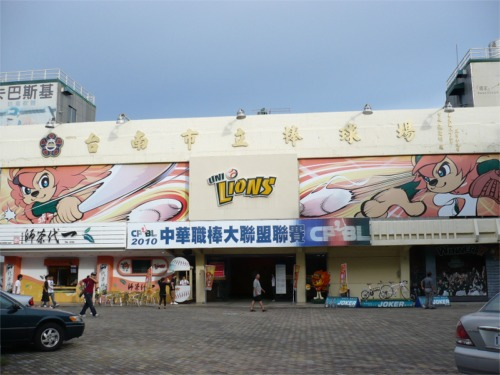
統一獅主場台南球場掛有統一獅隊徽
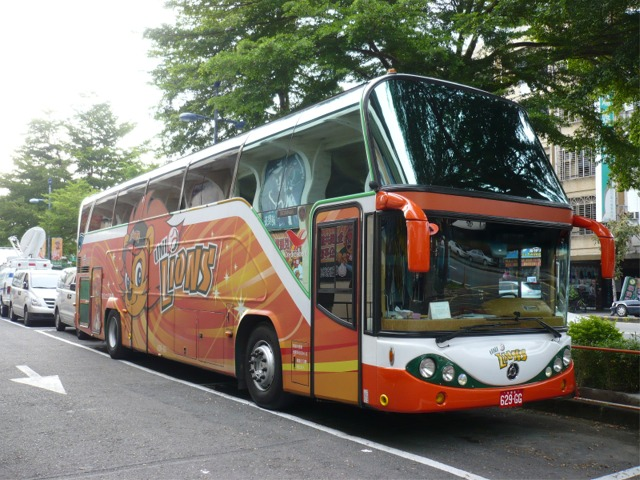
統一獅球員巴士
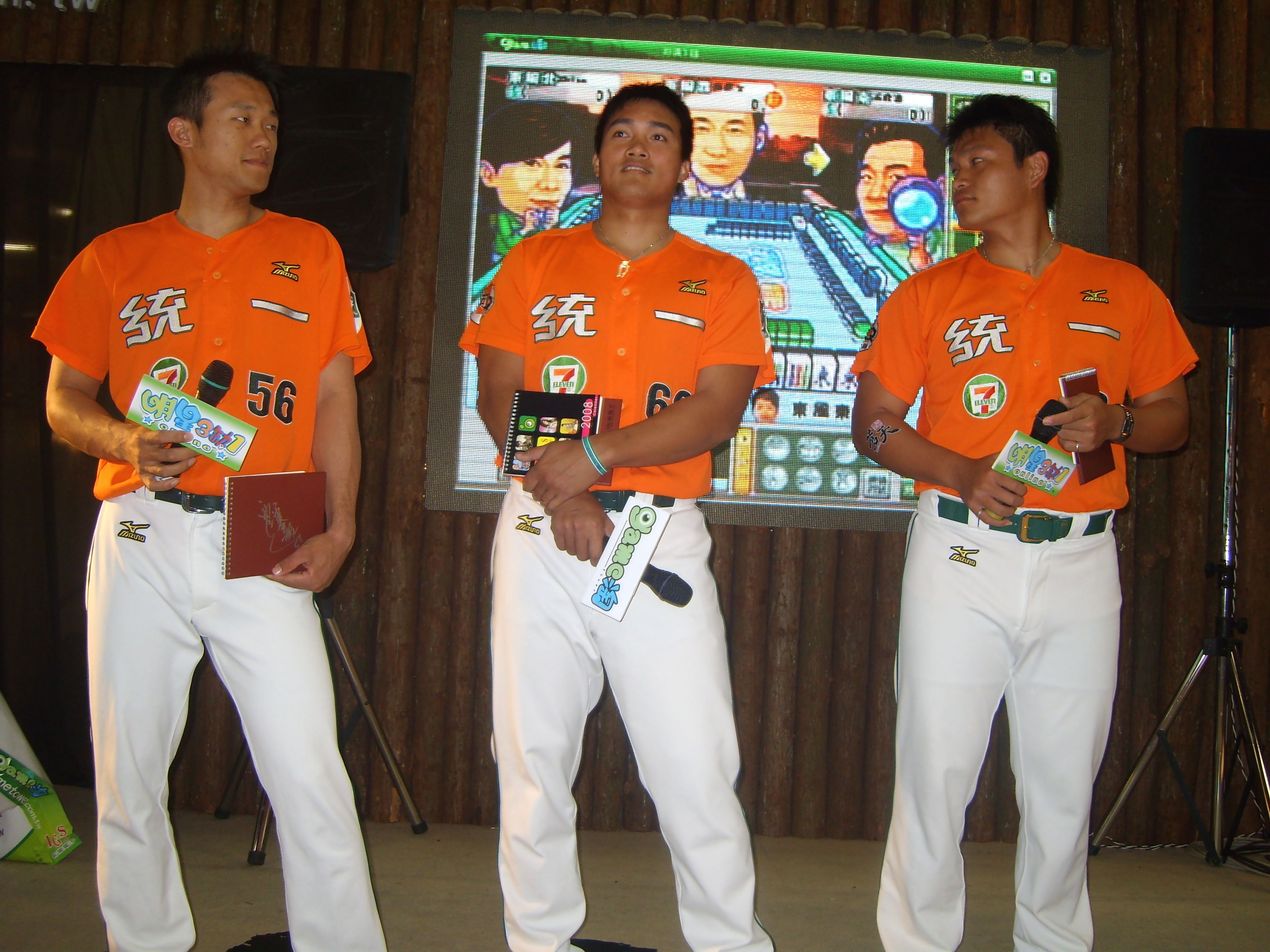
主場橘衣（—2017年）
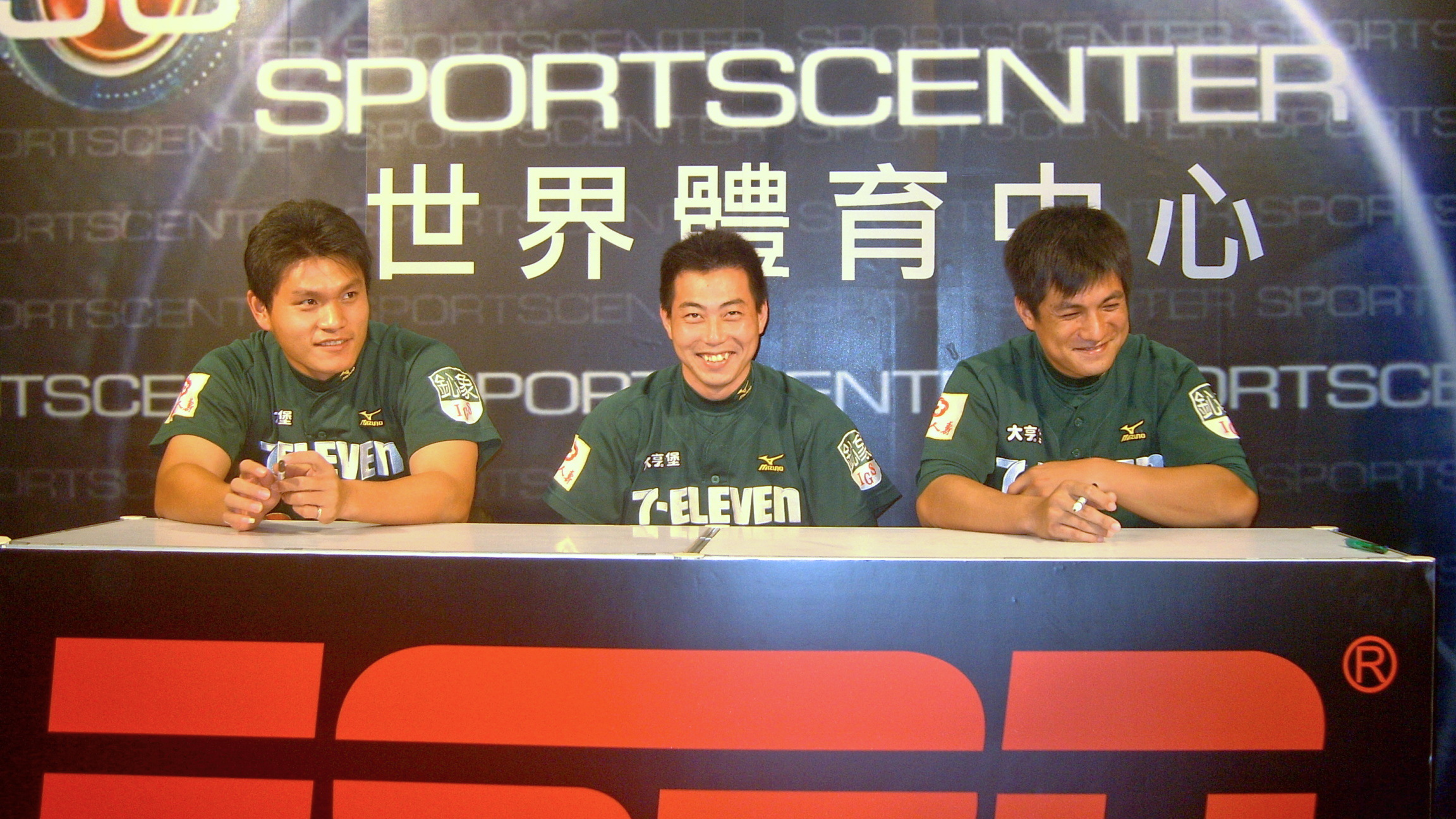
客場綠衣（—2017年）

## 外部連結
- 官方网站
- 統一7-ELEVEn獅的Facebook專頁
- 統一7-ELEVEn獅的Instagram帳戶
- 統一7-ELEVEn獅的X（前Twitter）
- YouTube上的統一7-ELEVEn獅頻道
- 統一7-ELEVEn獅在台灣棒球維基館上的頁面（繁體中文）